# Liberté contractuelle
La liberté contractuelle est un principe juridique contenu dans la législation de nombreux pays. Cette notion naît de la théorie de l'autonomie de la volonté. De ce principe découle l'idée selon laquelle les parties sont libres de contracter ou de ne pas contracter avec la personne de leur choix. 

## Histoire
Avec l'instauration d'un régime de droit des contrats véritablement consensualiste, les juristes et théologiens de l'École de Salamanque vantèrent les mérites d'une liberté contractuelle. Ainsi, Pedro de Oñate put déclarer dans son traité De contractibus que « pour les parties contractantes, la liberté a été restaurée très sagement, afin que quand elles désirent s'engager en concluant un contrat sur leurs biens, le contrat sera reconnu peu importe la cour devant laquelle ils apporteront leur affaire et il sera confirmé comme sacrosaint et inviolable ». Cette liberté n'est toutefois pas entendue comme absolue, et est réduite par les limites dont souffre un individu dans la disposition de ses biens.

## Droit par système juridique

### Droit américain
En common law, le principe de la liberté contractuelle occupe une place très importante d'un point de vue historique, ce qui se reflète amplement en droit américain. En particulier, sous l'ère Lochner, la Cour suprême des États-Unis s'opposait à toute loi réglementant le travail au nom d'un laissez-faire généralisé.

### Droit français
En France, l'article 1102 du Code civil dispose que : « Chacun est libre de contracter ou de ne pas contracter, de choisir son cocontractant et de déterminer le contenu et la forme du contrat dans les limites fixées par la loi. (...) »
Au regard de cette disposition, la dimension de fond est exprimée par une triple faculté : la volonté de contracter, le choix de la nature et du contenu du contrat.

### Droit québécois
Le Code civil du Bas-Canada (en vigueur entre 1866 et 1993) avait parmi ses principes directeurs une forte affirmation de la liberté contractuelle, ce qui était dans l'air du temps à la fin du XIXe siècle. Le Code civil du Québec conserve le principe de liberté contractuelle puisque le contrat se forme par le seul échange des consentements, mais en même temps, le nouveau Code civil établit des limites au consensualisme afin de protéger la partie la plus faible dans un contrat, dont l'adhérent à un contrat d'adhésion, le locataire résidentiel, le majeur sous curatelle  et le mineur.